# Nikolskoje (Kamtschatka)
Nikolskoje (russisch Нико́льское) ist das einzige Dorf (Selo) und Verwaltungszentrum im Rajon Aleutski und die einzige Siedlung auf der zu den russischen Kommandeurinseln zählenden Beringinsel. Es gehört zur Region Kamtschatka und hat 676 Einwohner (Stand 14. Oktober 2010).
Nikolskoje wurde 1826 von Aleuten der Insel Atka, die von russischen Pelzhändlern auf die Beringinsel gebracht wurden, gegründet. Haupterwerbszweig der Bevölkerung war vor allem die Jagd auf Pelztiere wie Seeotter oder Seebären. Heute steht die Beringinsel weitgehend unter Naturschutz, sodass der öffentliche Dienst sowie etwas Fischfang die Erwerbsgrundlage bilden.
Seit das Dorf Preobraschenskoje auf der Nachbarinsel Medny in den 1960er Jahren aufgegeben wurde, ist Nikolskoje die einzige Siedlung auf den Kommandeurinseln. Aber auch sie blieb von der Abwanderung nicht verschont; so betrug die Einwohnerzahl im Jahr 2002 noch 808 und im Jahr 1989 sogar noch 1365.

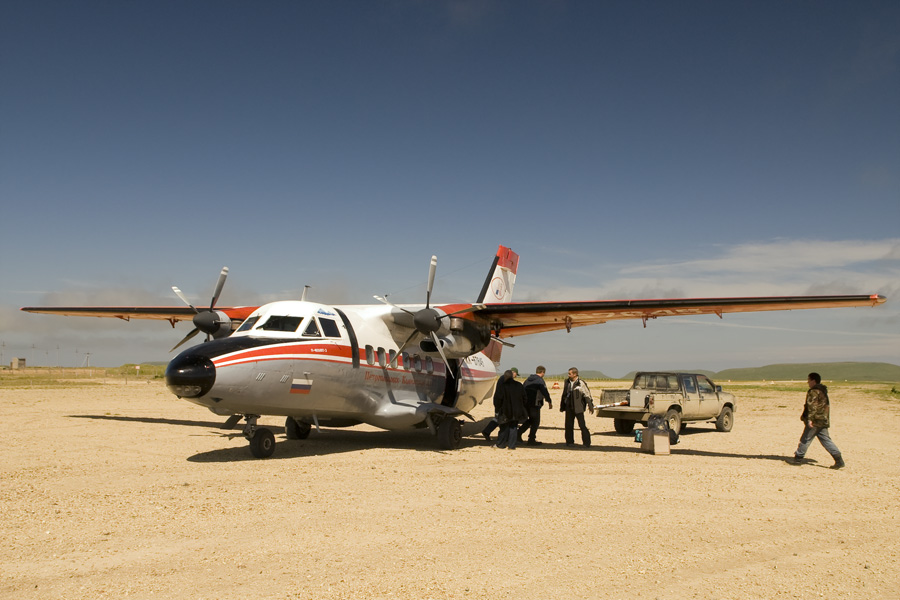
Der Flugplatz von Nikolskoje
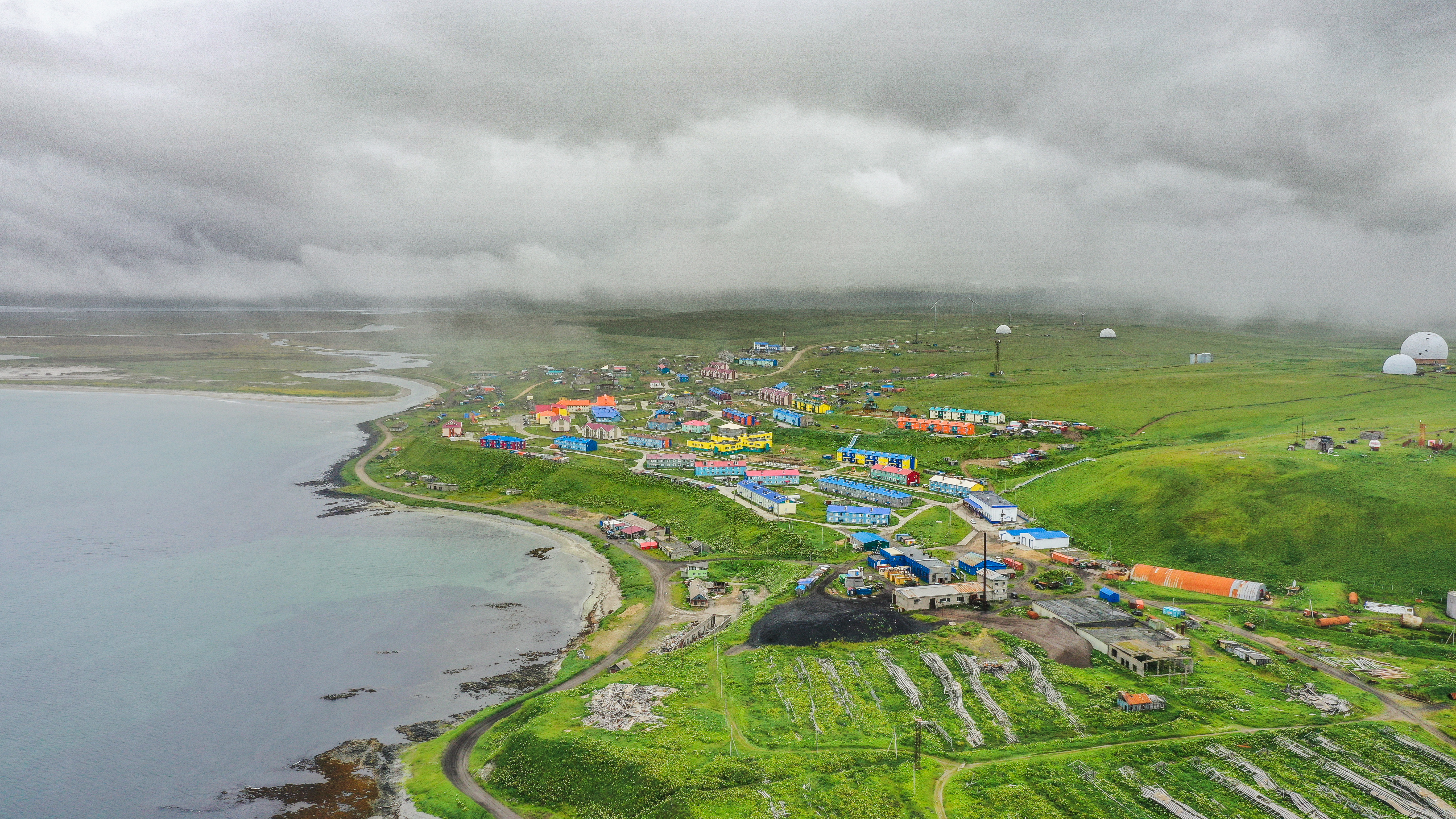
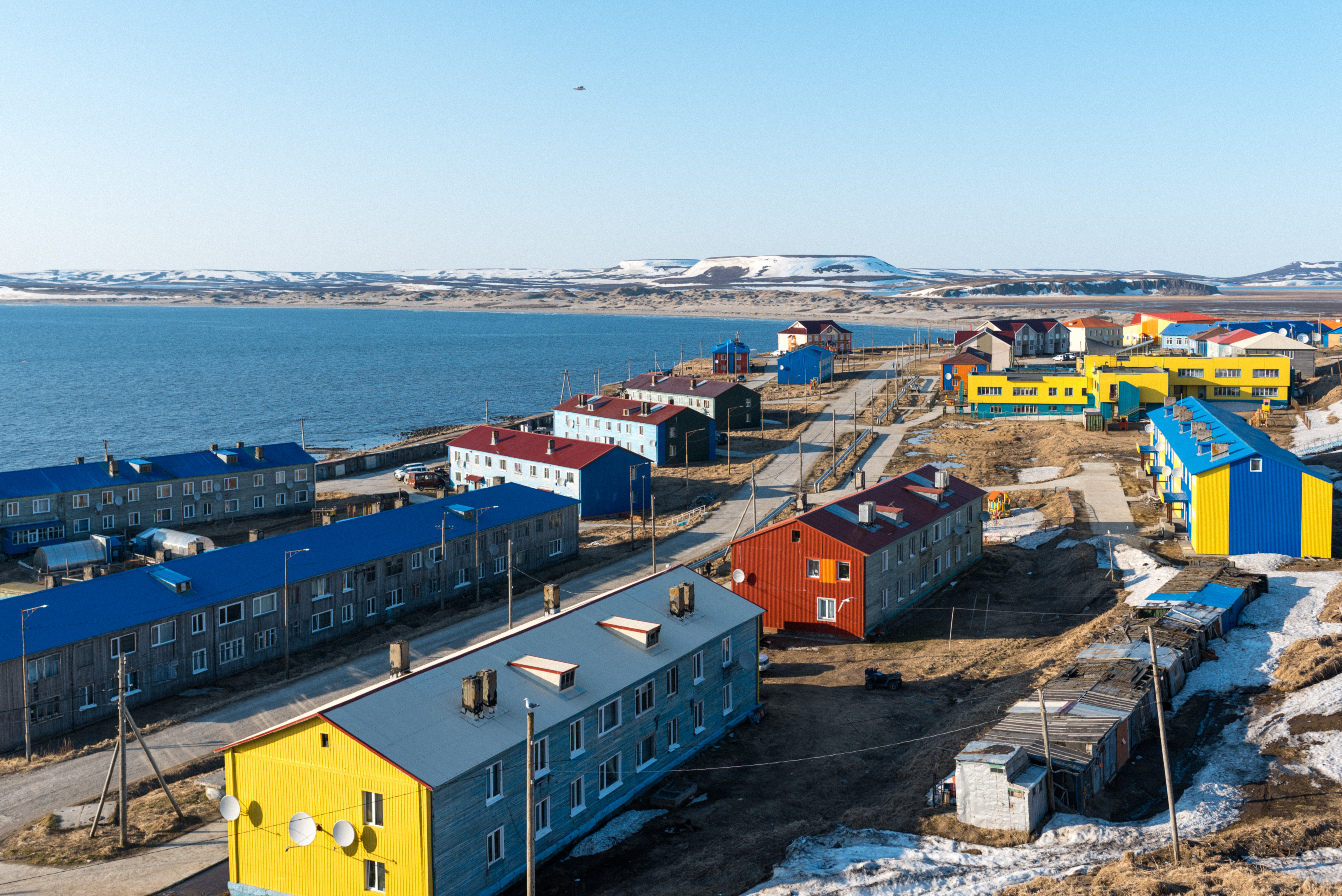

Bevölkerungsentwicklung
| Jahr | Einwohner |
| ---- | --------- |
| 1897 | 384       |
| 1939 | 252       |
| 1959 | 565       |
| 1970 | 1023      |
| 1979 | 1240      |
| 2002 | 808       |
| 2010 | 676       |

Anmerkung: Volkszählungsdaten